# О’Хэнлон, Майкл Эдвард
Майкл О’Хенлон (англ. Michael E. (Edward) O'Hanlon; род. 16 мая 1961) — американский политолог, специалист по американской политике национальной безопасности и оборонной стратегии. Доктор философии (1991). Старший феллоу и директор по исследованиям Брукингского института, где трудится с 1994 года. Состоит адъюнкт-профессором в Колумбийском, Джорджтаунском и Вашингтонском университетах, прежде состоял им в Университете Джонса Хопкинса. Член Международного института стратегических исследований и Совета по международным отношениям. Член Совета по оборонной политике при Министерстве обороны США. В 2011—2012 гг. член внешнего консультативного совета Центрального разведывательного управления. Автор нескольких сотен статей, публиковался в Foreign Affairs, The National Interest, Survival, Washington Quarterly, Joint Forces Quarterly, International Security. В Принстоне, где он являлся приглашенным лектором, получил степени бакалавра (1982) и магистра (1987) по физике, а также еще одну магистерскую (1988) и докторскую (1991) в области общественных и международных отношений, последнюю степень получил в Школе общественных и международных отношений имени Вудро Вильсона. С 1982 по 84 год служил волонтером Корпуса мира в Демократической Республике Конго, преподавал физику в средних школах и колледжах на французском языке. В северной части штата Нью-Йорк, где он вырос, ему доводилось работать на молочной ферме. До прихода в Брукингский институт работал аналитиком по вопросам национальной безопасности в Бюджетном управлении Конгресса (с 1989 по 1994).

## Книги
Последняя книга — «Military History for the Modern Strategist: America’s Major Wars Since 1861» (Brookings and Rowman & Littlefield, 2023). Его первая книга The Art of War in the Age of Peace: U.S. Military Posture for the Post-Cold War World вышла в 1992 году. В след. книге Defense Planning for the Late 1990s: Beyond the Desert Storm Framework (1995) одним из его центральных тезисов было то, что правительство США не должно растрачивать время и ресурсы на подготовку к ведению одновременных войн сразу на двух театрах военных действий, как это делал президент Джордж Буш-старший в начале 1990-х годов. Вместо этого О’Хэнлон придерживается плана бывшего министра обороны Леса Эспина «выиграл — выиграл», подразумевающего наступление в одном враждебном регионе и оборону в другой проблемной зоне. О’Хэнлон также повторит это в своей книге 1998 года How to Be a Cheap Hawk. Он также призывал ликвидировать истребитель F-22 и активизировать миротворческие инициативы, предполагающие обучение иностранных сил, а не отправку американских войск.
- «The Art of War in an Age of Peace: U.S. Grand Strategy and Resolute Restraint» (Yale, 2021)
- «Defense 101: Understanding the Military of Today and Tomorrow» (Cornell, 2021)
- «The Senkaku Paradox: Risking Great Power War over Limited Stakes» (Brookings, 2019)
- «Beyond NATO: A New Security Architecture for Eastern Europe» (Brookings, 2017)
- «The Future of Land Warfare» (Brookings, 2015)
- «Strategic Reassurance and Resolve: U.S.-China Relations in the 21st Century» (with Jim Steinberg, Princeton University Press, 2014) {Рец.}
- Bending History: Barack Obama’s Foreign Policy (with Martin Indyk and Kenneth Lieberthal, Brookings, 2012)
- A Skeptic’s Case for Nuclear Disarmament (Brookings, 2010)
- The Science of War (Princeton University Press, 2009)
- Crisis on the Korean Peninsula (with Mike Mochizuki, McGraw-Hill, 2003)
- Winning Ugly: NATO’s War to Save Kosovo (with Ivo Daalder, Brookings, 2000)
- Technological Change and the Future of Warfare (Brookings, 2000)

Редактор «Brookings Big Ideas for America» (Brookings, 2017).